# Morning Musume Concert Tour 2005 Natsu Aki "Baribari Kyōshitsu ~Koharu Chan Irasshai!~"
Albums de Morning Musume
Concert Tour 2005 Haru - Dai 6 Kan
(2005) Concert Tour 2006 Spring - Rainbow Seven
(2006)
Morning Musume Concert Tour 2005 Natsu Aki "Baribari Kyōshitsu ~Koharu Chan Irasshai!~" (モーニング娘。コンサートツアー2005 夏秋 『バリバリ教室 ~小春ちゃんいらっしゃい!~』) est une vidéo musicale (DVD) du groupe de J-pop Morning Musume, la treizième d'un concert du groupe.

## Présentation
La vidéo sort au format DVD le 14 décembre 2005 au Japon sous le label zetima (elle sera rééditée au format Blu-Ray le 9 octobre 2013). Le DVD atteint la 10e place à l'Oricon, et reste classé 6 semaines, pour un total de 9 977 exemplaires vendus durant cette période.
Le concert avait été filmé deux mois auparavant, le 25 octobre 2005 au Nippon Budokan, présenté comme le concert de bienvenue de la nouvelle membre Koharu Kusumi. 21 chansons du groupe sont interprétées, 16 étant précédemment sorties en singles (dont deux en "face B"), dont celle du dernier single en date : Iroppoi Jirettai ; une nouvelle chanson, Koi wa Hassō Do The Hustle!, est présentée comme celle du single à venir, mais y figurera finalement en "face B". Cinq de ces titres ne sont interprétés que par quelques membres du groupe (dont un en solo par Asami Konno), ainsi que deux titres des anciens sous-groupes Petit Moni et Tanpopo. Une des membres, Miki Fujimoto, qui a mené une carrière en solo, interprète aussi en solo la chanson de son 2e single.

## Membres
- 4e génération : Hitomi Yoshizawa
- 5e génération : Ai Takahashi, Asami Konno, Makoto Ogawa, Risa Niigaki
- 6e génération : Miki Fujimoto, Eri Kamei, Sayumi Michishige, Reina Tanaka
- 7e génération : Koharu Kusumi

## Liste des titres
| 1.  | Opening |  |
| 2.  | Iroppoi Jirettai (色っぽい じれったい) (de l'album Rainbow 7 à venir)                                                            |  |
| 3.  | MC 1 |  |
| 4.  | Love Machine (LOVE マシーン) (de l'album 3rd -Love Paradise-)                                                                    |  |
| 5.  | Love & Peace! Hero ga Yattekita. (ラブ&ピィ~ス! HEROがやって来たっ。) (du single The Manpower!)                                  |  |
| 6.  | MC 2 |  |
| 7.  | Koi wa Hassō Do The Hustle! (恋は発想 Do The Hustle!) (du single à venir Chokkan 2 ~Nogashita Sakana wa Ōkiizo!~)                |  |
| 8.  | The Peace! (ザ☆ピ~ス!) (de l'album 4th Ikimasshoi!)                                                                              |  |
| 9.  | Renai Revolution 21 (恋愛レボリューション21) (de l'album 4th Ikimasshoi!)                                                        |  |
| 10. | Koi no Shihatsu Ressha (恋の始発列車) (par Yoshizawa, Takahashi, Ogawa, Fujimoto, Kamei, Tanaka) (du single Manatsu no Kōsen)    |  |
| 11. | MC 3 |  |
| 12. | Baisekō Daiseikō! (バイセコー大成功!) (par Niigaki, Michishige, Kusumi) (single de Petit Moni)                                   |  |
| 13. | Last Kiss (ラストキッス) (par Takahashi, Kamei, Tanaka) (single de Tanpopo)                                                      |  |
| 14. | Otoko Tomodachi (男友達) (par Yoshizawa, Kamei, Michishige, Tanaka, Kusumi) (de l'album 4th Ikimasshoi!)                         |  |
| 15. | MC 4 |  |
| 16. | Sotto Kuchizukete Gyutto Dakishimete (そっと口ずけて ギュっと抱きしめて) (par Miki Fujimoto) (single de Miki Fujimoto)           |  |
| 17. | Namida ga Tomaranai Hōkago (涙が止まらない放課後) (par Asami Konno) (de l'album Ai no Dai 6 Kan)                                 |  |
| 18. | Memory Seishun no Hikari (Memory 青春の光) (de l'album Second Morning)                                                           |  |
| 19. | Shabondama (シャボン玉) (de l'album Best! Morning Musume 2)                                                                      |  |
| 20. | MC 5 |  |
| 21. | Hajimete no Rock Concert (初めてのロックコンサート) (par Takahashi, Konno, Ogawa, Niigaki) (de l'album 4th Ikimasshoi!)          |  |
| 22. | Papa ni Niteiru Kare (パパに似ている彼) (par Yoshizawa, Fujimoto, Kamei, Michishige, Tanaka, Kusumi) (de l'album Second Morning) |  |
| 23. | As For One Day (AS FOR ONE DAY) (de l'album Best! Morning Musume 2)                                                              |  |
| 24. | Mr. Moonlight ~Ai no Big Band~ (Mr.Moonlight ~愛のビッグバンド~) (de l'album 4th Ikimasshoi!)                                    |  |
| 25. | Chokkan ~Toki to Shite Koi wa~ (直感 ~時として恋は~) (de l'album Ai no Dai 6 Kan)                                                |  |
| 26. | MC 6 |  |
| 27. | Joshi Kashimashi Monogatari 2 (女子かしまし物語2) (de l'album Ai no Dai 6 Kan)                                                   |  |
| 28. | The Manpower! (THE マンパワー!!!) (de l'album Rainbow 7 à venir)                                                                 |  |
| 29. | Koko ni Iruzee! (ここにいるぜぇ!) (de l'album No.5)                                                                              |  |
| 30. | MC 7 |  |
| 31. | Furusato (ふるさと) (de l'album Second Morning)                                                                                  |  |
| 32. | Go Girl ~Koi no Victory~ (Go Girl ~恋のヴィクトリー~) (de l'album Best! Morning Musume 2)                                        |  |